# 사토 B사쿠
사토 B사쿠(일본어: 佐藤 B作, 1949년 2월 13일 ~ )는 일본의 배우로, 후쿠시마현 후쿠시마시 출신이며, UAM 소속했다.